# Сыроечковский, Евгений Евгеньевич
Евгений Евгеньевич Сыроечковский (23 июня 1929, Москва — 29 ноября 2004, Москва) — российский зоолог, доктор биологических наук (1969), профессор (1976), академик ВАСХНИЛ (1982), заслуженный работник культуры РСФСР (1988), почётный полярник (1986).

## Биография
Родился 23 июня 1929 года в Москве, в семье врачей.
В 1952 году окончил биолого-почвенный факультет МГУ, где учился на кафедре зоологии позвоночных.
В 1952—1968 годах обучался в аспирантуре и работал в отделе биогеографии Института географии АН СССР, под руководством А. Н. Формозова.
В 1969—1970 годах работал заведующим отделом Центральной лаборатории охотничьего хозяйства и заповедников Главохоты РСФСР.
С 1970 года — председатель Совета по проблемам Севера при Президиуме ВАСХНИЛ.
С 1976 года — директор Центральной лаборатории охраны природы (ЦЛОП) Министерства сельского хозяйства СССР, которая в 1979 году была реорганизована в ВНИИ охраны природы и заповедного дела. Сотрудники его коротко и ласково называли — «Сыр».
С 1980 года — заведующий лабораторией экологических основ охраны экосистем и управления популяциями животных Института эволюционной морфологии и экологии животных АН СССР.
Скончался 29 ноября 2004 года в Москве, похоронен на Введенском кладбище (23 уч.).

## Членство в организациях
- 1995 — эксперт, член президиума высшего экологического совета (ВЭС) при комитете Государственной Думы РФ по экологии.